# 埃利斯格羅夫縣區 (伊利諾伊州蘭道夫縣)
埃利斯格羅夫縣區（英語：Precincts (United States)）是位於美國伊利諾伊州蘭道夫縣的一個縣區。

## 地方資料
根據2010年美國人口普查的數據，埃利斯格羅夫縣區的面積為74.49平方千米，當中陸地面積為73.04平方千米，而水域面積為1.45平方千米。當地共有人口953人，而人口密度為每平方千米12.79人。